# Северни Дарфур
Северни Дарфур (арап. شمال دارفور) је једна од 26 држава Судана и једна од три које сачињавају област Дарфур. Ова држава заузима површину од 296.420 km², на којој према процени из 2006. живи 1.583.000 становника. Главни град Северног Дарфура је Ел Фашер (арап. الفاشر‎), а други већи градови су Кутум и Тавила.